# Adolf Rose
Adolf Rose (* 6. Juni 1908 in Berlin; † 15. August 1974 in Düsseldorf) war ein deutscher Wissenschaftler auf dem Gebiet der Stahlforschung und Hochschullehrer.  

## Leben
Adolf Rose besuchte das Realgymnasium in Gladbeck (Westfalen), das er Ostern 1927 mit dem Reifezeugnis verließ. Im Sommersemester 1927 nahm er das Physikstudium in Göttingen auf und wurde dort Mitglied der Burschenschaft Hannovera. Nach vier Semestern wechselte er an die Universität München, zwei Semester später an die Universität Bonn. Hier promovierte man ihn mit der 1933 erschienenen Dissertation „Über einen einfachen Vakuum-Flussapt-Spektographen und seine Anwendung zur Aufnahme von Emissions- und Adsorptionsspektren“ zum Dr. phil.
Das Jahr danach war er am Physikalischen Institut der Universität Bonn tätig. Sodann nahm er eine Stelle als wissenschaftlicher Mitarbeiter am Kaiser-Wilhelm-Institut für Eisenforschung in Düsseldorf an, das zur Kaiser-Wilhelm-Gesellschaft zur Förderung der Wissenschaften gehörte, der späteren Max-Planck-Gesellschaft zur Förderung der Wissenschaften. An dieser Forschungseinrichtung, an der er bis zu seiner Pensionierung arbeitete, betätigte er sich zuerst im Laboratorium der Thomasschlackestähle. Anschließend forschte er im Röntgenlaboratorium; danach widmete er sich insbesondere dem Umwandlungsverhalten von Stählen, und zwar vornehmlich durch unterschiedliche Wärmebehandlung bei der Herstellung. Er stieg zum Laborleiter für Konstitutionsforschung auf. 1961 erhielt er einen Lehrauftrag der Technischen Hochschule Hannover, die ihn 1963 zum Honorarprofessor ernannte.

## Ehrungen
- Die 1948 gegründete „Wissenschaftlich-Technische Arbeitsgemeinschaft für Härterei-Technik und Wärmebehandlung e. V. (AHT)“ stiftete 1957 die „Adolf-Martens-Medaille“, die an Persönlichkeiten aus Wissenschaft und Technik verliehen werden sollte, die mit ihren Arbeiten die für die Wärmebehandlung der Werkstücke und die Beurteilung der Werkstoffe ausschlaggebenden Kenntnisse wesentlich erweitert haben. 1963 war Adolf Rose der vierte Wissenschaftler, der mit dieser Medaille ausgezeichnet wurde.
- Eine besondere Ehrerweisung für ihn bedeutete die Ernennung zum Vorsitzenden des Wissenschaftlichen Rates der Arbeitsgemeinschaft industrieller Forschungsvereinigungen.
- Der vom damaligen Verein Deutscher Eisenhüttenleute (VDEh) eingerichtete „Werkstoffausschuss“ ernannte Adolf Rose 1973 zum Ehrenmitglied.

## Schriften
Ab 1935 hat Adolf Rose die Forschungsergebnisse, die er oftmals mit Kollegen erzielt hatte, mit diesen in mindestens 69 Publikationen veröffentlicht, insbesondere im Verlag Stahleisen in Düsseldorf, in der Schriftenreihe „Mitteilungen aus dem Max-Planck-Institut für Eisenforschung“ in Düsseldorf, in den „Berichten des Werkstoffausschusses des Vereins Deutscher Eisenhüttenleute“ sowie in den „Forschungsberichten des Landes Nordrhein-Westfalen“, die durch den Westdeutschen Verlag Köln ediert wurden, vgl. dazu Katalog der Deutschen Nationalbibliothek. 
Zu seinen besonders zu erwähnenden Werken gehören: 
- Atlas zur Wärmebehandlung der Stähle, Bd. 1: Franz Wever, Adolf Rose: Verlag Stahleisen, Düsseldorf 1954-1958 (Loseblattsammlung), Bd. 2: Adolf Rose; Hans Hougardy: Verlag Stahleisen, Düsseldorf 1972 (Nachdruck 1989)
- De ferri metallographia (Alta auctoritas Communitatis Europaeae carbonis ferrique ), Teil 2: Gefüge der Stähle - Structure of steels - Structure des aciers, Angelica Schrader, Adolf Rose: Verlag Stahleisen, Düsseldorf 1966 (Nachdruck 1989)